# Condera
Sant'Elia di Condera, meglio noto semplicemente come Condera, è un quartiere di Reggio Calabria. Assieme ai quartieri Trabocchetto e Spirito Santo costituisce la IV circoscrizione comunale.
Nel quartiere si estende il cimitero comunale di Condera, il più grande dei 23 della città di Reggio Calabria.

## Toponimo
Il rione Condera, anticamente chiamato Sant'Elia prende il nome dal profeta cui è dedicata la chiesa.